# Taddeo Gaddi
Pour les articles homonymes, voir Gaddi.
Taddeo Gaddi (ou Gadda), peintre et mosaïste italien de l'école florentine, né vers 1300, mort en 1366.

## Biographie
Les renseignements donnés par Vasari sur la vie et les œuvres de Taddeo Gaddi sont assez confus. Il travailla sans doute à Florence et à Rome avec les mosaïstes dès la fin du XIIIe siècle, Andrea Tafi, Cimabue, Jacopo Torriti, Rusuti. Vasari lui attribue les bustes de Prophètes que l'on voit à l'intérieur du baptistère de Florence, dans la zone située au-dessous des fenêtres, et le Couronnement de la Vierge qui surmonte, à l'intérieur du Dôme, la porte principale. Cette œuvre d'un coloris assez vif, bien que surchargé d'or, rappelle par son style pesant et rude les quatre compositions, également en mosaïque, qui accompagnent sur la façade de Sainte-Marie-Majeure, à Rome, la Cour céleste de Rusuti : ce sont quatre histoires de la fondation de la basilique.

Taddeo Gaddi est considéré comme le plus illustre des élèves de Giotto di Bondone.
Son fils Agnolo Gaddi (1350-1396) a été un peintre italien de la Renaissance, comme ses autres fils, moins connus, Giovanni Gaddi et Niccolò Gaddi mais pas Zanobi Gaddi et Francesco Gaddi dont on n'a pas de traces d'activités artistiques.

## Œuvres

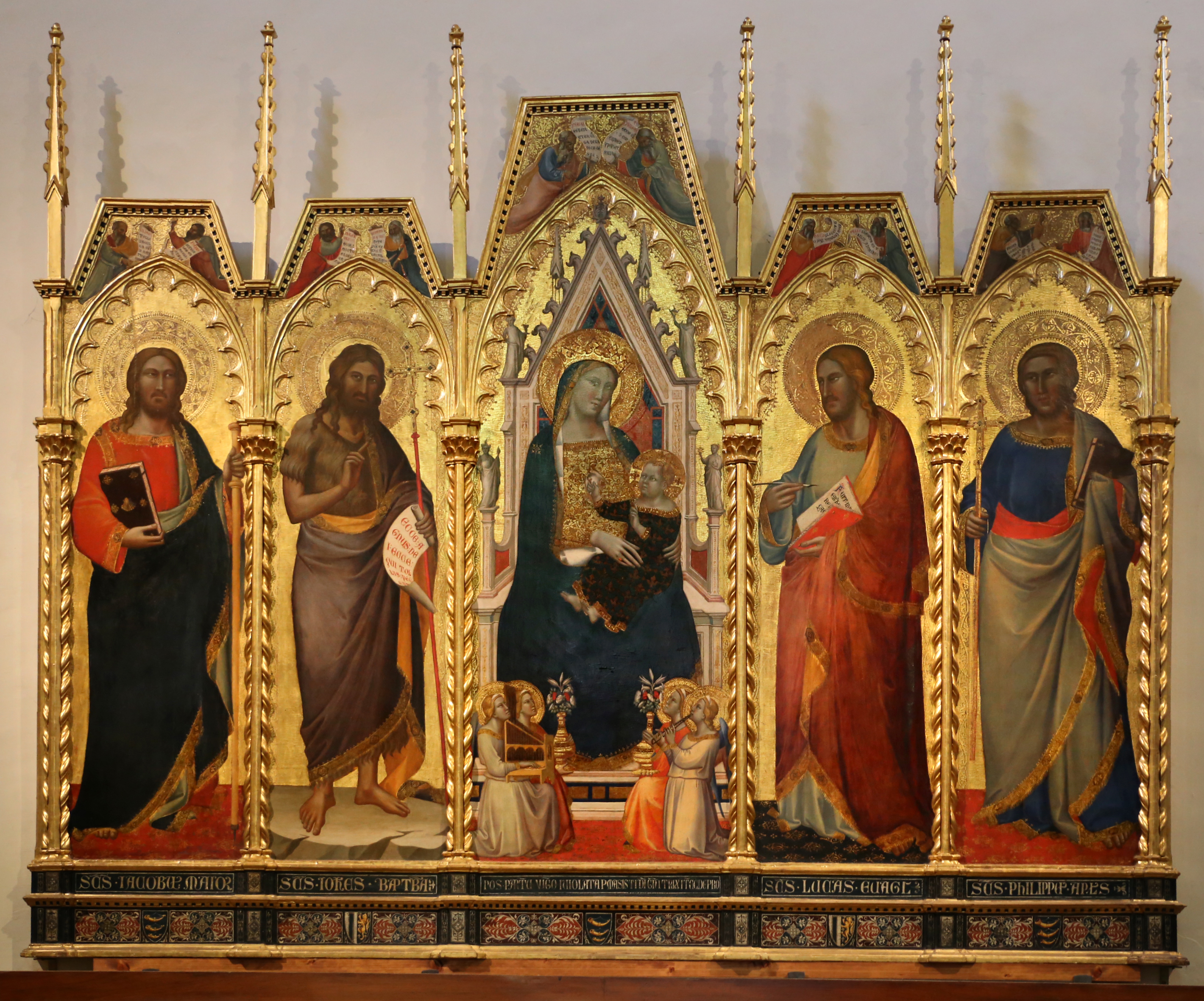
Polyptyque de l'église Santa Felicita, en Oltrarno, Florence.

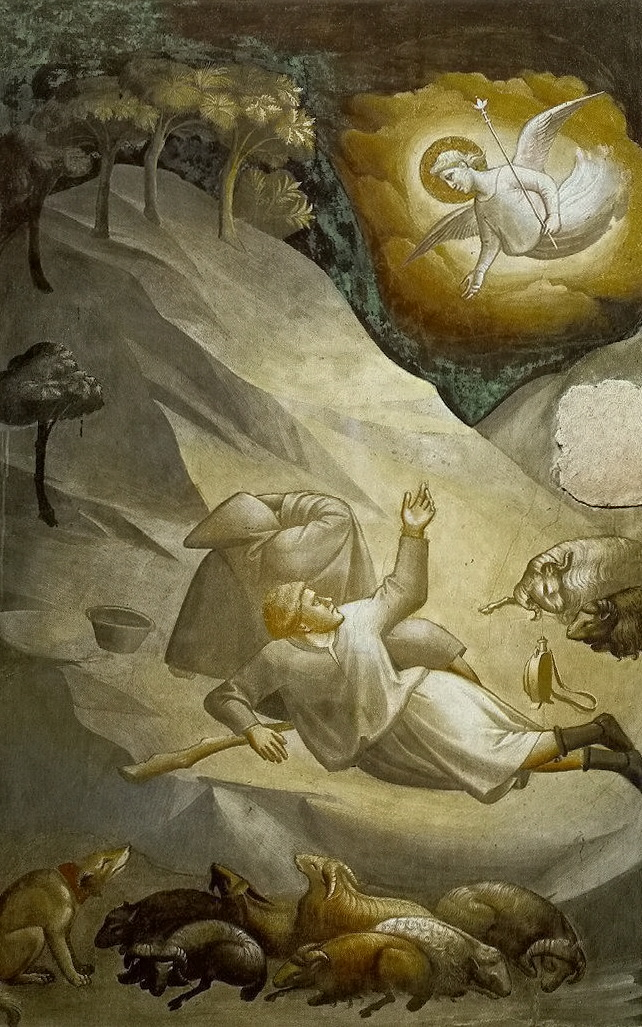
L'Annonce aux bergers (1328-30), fresque de la Chapelle Baroncelli, Basilique Santa Croce de Florence.

- L'Adoration des bergers et La Présentation au temple (vers 1327-1330), Galerie de l'Académie à Florence, parties d'un ensemble décoratif de douze panneaux représentant les scènes de la Vie du Christ et dix panneaux illustrant La Vie de saint François, qui ornaient les portes d'un reliquaire à Santa Croce.
- Cycle de fresques de la Vie de la Vierge et de Jésus (1328-1330), Chapelle Baroncelli de la  basilique Santa Croce de Florence ;
- Cenacolo de Santa Croce, L'Arbre de la Croix et La Cène, ancien réfectoire du couvent, Musée de l'Œuvre de Santa Croce
- Saint Jean l'Evangéliste élevé aux cieux (33 × 36 cm) et Saint Jean l'Evangéliste boit dans la coupe empoisonnée (33 × 36,7 cm), Collection Vittorio Cini, Venise. Ces deux panneaux faisaient probablement partie d'une prédelle, et peut-être s'agissait-il de celle du polyptyque de l'église San Giovanni Fuoricivitas de Pistoia exécuté entre 1348 et 1353[2].
- La Vierge et l'Enfant sur un trône (1355), Musée des Offices, Florence ;
- Mise au tombeau du Christ (1360-66), Yale University Art Gallery, New Haven ;
- Le polyptyque de l'église Santa Felicita de Florence